# Autogestión obrera
La autogestión obrera es una forma de socialización de los medios de producción o colectivización a través del control obrero, mediante la cual clase obrera organizada en una corporación (un sindicato, gremio, consejo obrero, etc) que los aglutina y representa, toma el control de la administración política (el golpe de Estado en el curso de la revolución proletaria) y de los medios de producción (la expropiación de capitales productivos) de una sociedad determinada. Formalmente, fue el modelo económico oficial de la República Federal Socialista de Yugoslavia, conocido como socialismo de autogestión, desde donde se difundió el término y la idea en la década de 1960 hasta finalmente perder su influencia al dar inicio las Guerras Yugoslavas.
La autogestión o colectivización obrera fue una propuesta presentada con anterioridad por algunas corrientes de izquierda radical que nacen principalmente de la tradición del sindicalismo revolucionario originado a finales del siglo XIX en Francia inspirado en la obra de los marxistas antimaterialistas Antonio Labriola y Georges Sorel como son el comunismo de consejos que influyó a Antonio Gramsci, el anarcosindicalismo que logró aplicar temporalmente este sistema en regiones campesinas de España y Rusia donde se llamó "colectivización" o "comunismo libertario", o el socialismo de autogestión de la República Federal Socialista de Yugoslavia; también la autogestión obrera es adoptada por la tradición obrera dentro del fascismo o corporativismo como en el caso del nacional-sindicalismo, ideas que fueron especialmente populares en el nacional-sindicalismo italiano de inicios del siglo XX inspirado en Sorel y en el falangismo español que edificó un concepto similar entre los años 1930 y 1960.
Otras tendencias y organizaciones que abrazaron ideas similares fueron el socialismo corporativo británico de principios del siglo XX. Industrial Workers of the World desde su fundación en los Estados Unidos en 1905, por la Confederación Nacional del Trabajo creada en 1910 y la AIT/IWA (Asociación Internacional de Trabajadores) fundada en 1922.
La palabra “autogestión” para referirse a la colectivización obrera de los medios de producción sólo aparece en el vocabulario político occidental en Francia los años 1960 primero para referirse al sistema de socialismo autogestionario de Yugoslavia y tras el 1968, para otras formas emparentadas de administración obrera colectiva con fines revolucionarios socialistas o sindicales. En cambio, en las lenguas eslavas, como el ruso, se suele usar desde hace al menos dos siglos, "samoupravlenie", en el sentido de gestión autónoma, ya sea desde arriba, para un gobierno de provincia, ya sea desde abajo, para los habitantes de un colectivo campesino, el mir, luego los soviets.

## Algunos experimentos de autogestión obrera
- Los soviets rusos (1905 y 1917)
- Los kibbutz israelíes (1909)
- Los consejos de trabajadores en Alemania (1918)
- Los consejos de fábrica en Italia (1919 - 1920)
- Las colectividades en España (1936-37) durante la Revolución social española de 1936
- La socialización de la economía (Socializzazione dell'economia) decretada en la República Social Italiana por medio del Decreto Ley de Socialización elaborado luego del Manifiesto de Verona de 1943. La socialización establecía leyes que gradualmente prohíban el trabajo asalariado. La jerarquía y la división de las ganancias de las empresas serían decididas por todos los participantes electorales de la empresa, en el estilo del corporativismo, es decir, trabajadores, Estado y empresariado.
- En los años 50, durante la Guerra Fría, la Yugoslavia de Tito aplicó una versión de la autogestión desde la clase obrera a través del socialismo autogestionario que se llamó también Samoupravljanje, llevando así a la ruptura con Moscú, desde donde se practicaba una planificación central y la propiedad estatal de la industria. Así, la economía yugoslava fue organizada según las teorías de Tito y de Edvard Kardelj. El científico croata Branko Horvat hizo también significantes contribuciones a la teoría del socialismo yugoslavo (radničko samoupravljanje).
- Los Bhoodan Gramdan indios (1951)
- Polonia (1956)
- Los consejos obreros húngaros (1956)
- Las comunas chinas (1958)
- Argelia (1962 - 1965)
- La Primavera de Praga (1968)
- Tras Mayo del 68 en Francia, la factoría de relojes LIP de Besançon empezó a ser autogestionada en 1973, después de la decisión de cierre tomada por el gerente. El sindicalista de la CFDT (también conocida como CCT) Charles Piaget lideró la huelga que llevó a la toma de la fábrica con la consiguiente recuperación obrera de los medios de producción. El Partido Socialista Unificado de Pierre Mendès-France y Michel Rocard apoyó también la autogestión.
- 260 Trabajar-ens en Reino Unido (1970s)[10]
- 14 Trabajar-ens en Australia, notablemente la Ópera de Sídney en 1971 (1970s)[11]
- Gobierno Revolucionario de las Fuerzas Armadas de Velasco Alvarado en Perú (1968-1980)
- Empresas Recuperadas en Argentina, entre ellas FaSinPat, el Hotel BAUEN y otras. La aparición de estas se da hacia finales de la década de 1990, y se acentúa con la crisis de 2001, existiendo muchas de ellas hasta la actualidad.